# 130 km (obwód nowogrodzki)
130 km (ros. 130 км) – przystanek kolejowy w rejonie czudowskim, w obwodzie nowogrodzkim, w Rosji. Położony jest na linii Petersburg – Moskwa, przy tarasach zalewowych Wołchowa, w oddaleniu od osad ludzkich.